# Stanleyrosella
De Stanleyrosella (Platycercus icterotis) is een vogel uit de familie Psittaculidae (papegaaien van de Oude Wereld).

## Kenmerken
De vogel heeft een lengte van 28 centimeter en heeft een helderrode schedel, kop, nek en schouders. De flanken zijn iets lichter rood met gele veren. De wangen zijn heldergeel. De groene rug en stuit bevatten zwarte schubben. De vleugelslagpennen zijn blauwzwart. De groene staart gaat naar het einde toe over in blauw. De binnenzijde van de staart is hemelsblauw.

## Voortplanting
Het vrouwtje legt vier tot zes, soms vijf tot zeven eieren.

## Verspreiding en leefgebied
Deze soort is endemisch in zuidwestelijk Australië en telt twee ondersoorten:
- P. i. icterotis: de kust van zuidwestelijk West-Australië.
- P. i. xanthogenys: inlands zuidwestelijk West-Australië.

## Status
De grootte van de populatie is niet gekwantificeerd maar de soort wordt omschreven als tamelijk algemeen. Op de Rode lijst van de IUCN heeft deze soort de status niet bedreigd.